# Renovation Products
Pour les articles homonymes, voir Rénovation (homonymie).
Renovation Products est un éditeur et distributeur de jeux vidéo[Depuis quand ?], filiale de Telenet Japan. L'entreprise a publié et localisé plusieurs jeux de Telenet Japan et de ses filiales pour le marché nord-américain. Le label d'édition est acquis par Sega en 1993,.

## Jeux distribués
- Arcus Odyssey
- Arrow Flash
- Beast Wrestler
- Cobra Command
- Dino Land
- Doomsday Warrior
- Earnest Evans
- Elemental Master
- El Viento
- Exile
- Final Zone
- Gaiares
- Gain Ground
- Master of Monsters
- Neugier: Umi to Kaze no Koudou
- Revenge of the Ninja
- Road Avenger
- Sol-Feace
- Syd of Valis
- Time Gal
- Traysia
- Valis III
- Valis: The Fantasm Soldier
- Vapor Trail: Hyper Offence Formation
- Whip Rush
- Ys III: Wanderers from Ys